# 독성 폐기물

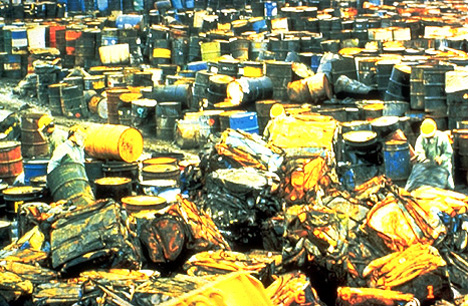
1980년 미국 켄터키주. 밸리 오브 더 드럼스

독성 폐기물(毒性廢棄物, toxic waste)은 (흡입, 삼키기, 피부에 흡수 등을 통해) 해를 미칠 수 있는 모든 형태의 원치 않는 물질이다. 텔레비전, 컴퓨터, 전화 등 오늘날 가전 제품의 다수는 공기, 토양, 물을 오염시킬 수 있는 독성 화학 물질을 함유하고 있다. 이러한 물질을 버리는 일은 주된 보건 문제이다.
폐기물이 독성을 띠고, 다른 물질을 부식시키거나 폭발하며, 쉽게 불이 붙거나 물과 강하게 반응하면 해롭다. 독성폐기물은 산업체·병원·실험실 등에서 많이 나오는데, 이런 폐기물을 호흡하거나 삼키고 만지게 되면 곧바로 해를 입을 수 있다. 또한 독성폐기물이 땅에 묻히거나 단순 매립되면 지하수와 곡물을 오염시킨다. 인간과 야생생물의 건강에 심각한 피해를 끼치는 독성폐기물에는 방사선·농약·중금속 등이 있다.

## 같이 보기
- 에이전트 오렌지
- 환경 인종차별
- 오염